# Levene Gouldin & Thompson Tennis Challenger 2000
Il Levene Gouldin & Thompson Tennis Challenger 2000 è stato un torneo di tennis facente parte della categoria ATP Challenger Series nell'ambito dell'ATP Challenger Series 2000. Il torneo si è giocato a Binghamton negli Stati Uniti dal 7 al 13 agosto 2000 su campi in cemento.

## Vincitori

### Singolare
Takao Suzuki ha battuto in finale  Yong-Il Yoon con il punteggio di 6–1, 6–4

### Doppio
Justin Bower /  Jeff Coetzee hanno battuto in finale  Lorenzo Manta /  Laurence Tieleman con il punteggio di 6–3, 7–5